# Marek Bajan
Marek Bajan (ur. 29 lipca 1956 w Kraśniku Fabrycznym) – nauczyciel wychowania fizycznego, trener, pięcioboista, olimpijczyk.
Był dwukrotnym indywidualnym mistrzem (1978, 1979) i dwukrotnym indywidualnym wicemistrzem (1980, 1981) Polski. Brał udział w XXII Letnich Igrzyskach Olimpijskich Moskwa 1980, gdzie zajął w rywalizacji indywidualnej pięcioboistów 18. miejsce, a w rywalizacji drużynowej (wraz z Janem Olesińskim i Januszem Pyciakiem-Peciakiem) wywalczył 4. miejsce. Nigdy nie wystąpił w mistrzostwach świata seniorów, natomiast w mistrzostwach świata juniorów w 1977 zajął 5. miejsce drużynowo i 15. indywidualnie.
Jego żoną była Anna Bajan.